# 捜査特別報奨金制度
捜査特別報奨金制度（そうさとくべつほうしょうきんせいど）とは、日本の警察庁が2007年4月1日から設けた懸賞広告制度のことで、公的懸賞金制度、公費懸賞金制度ともいう。

## 概要
都道府県警察が捜査中の事件のうち、警察庁が指定した事件について、被疑者の確保に直結する有力な情報を提供した者に民法529条及び532条の規定に従って支払われる（提供者が複数人の場合は均分される）。懸賞金は100万円〜300万円（最高1000万円）。応募期間は原則1年だが、特に必要と認められる事件には延長がなされる。また
- 犯人、および共犯者（協力者）
- 匿名または偽名を名乗り、個人情報を特定できない者
- 警察職員
- 情報の提供にあたり、法令に抵触する手段（強盗、脅迫、窃盗など）その他公序良俗に反する手段があった場合

などには支給されない。
遺族らが犯罪捜査に関する情報を懸賞金つきで募集して事件解決に結びついた松山ホステス殺害事件（1982年発生・1997年逮捕）やマブチモーター社長宅殺人放火事件（2002年発生・2005年逮捕）が導入のきっかけとなった。
適用が決定されるまでの流れはまず都道府県警が適用して欲しい事件を警察庁に申請し、警察庁では刑事局ナンバー2の官房審議官が委員長を務める審査委員会で申請資料を厳正に分析と検討をして適否を判断して答申した後で刑事局長が適用の可否を判断する仕組みになっている。
2025年2月までに103回の告示がなされ、63件が対象となったことがある（オウム真理教事件関連の同一被疑者による3件を含む）。63件中、児童行方不明事件の2件や業務妨害事件の1件や爆発物取締罰則違反事件の1件と強盗傷害事件の1件を除き、58件が死亡事件である。58件の死亡事件のうち、共犯も含めた裁判所の判決では少なくとも11件の殺人事件（死亡確認による不起訴処分事案を含めると少なくとも14件の殺人事件）と少なくとも3件の致死事件である。また63件中、指名手配事件は12件12人。期間は原則1年のため未解決のまま対象外となる事件も多く、現在対象事件となっているものは16件。
告示前に逮捕された例を除き、63件中被疑者の逮捕または発見に繋がったものは21件23人（上訴中の未確定を含め、死刑2人、無期懲役7人、懲役20年1人、懲役18年1人、懲役13年1人、懲役9年1人、懲役5～9年1人、懲役8年1人、無罪1人、身柄拘束中3人、嫌疑不十分不起訴1人、死亡確認3人）。一般人に報奨金が支払われた例は7件17人（指名手配事件で3件9人、被疑者不明事件で4件8人）。

## 対象事件
本制度の対象となった事件は「捜査特別報奨金対象事件」とも呼ばれる。
- 警察庁指定特別手配被疑者、警察庁指定重要指名手配被疑者に係る事件
- 原則、発生後6ヶ月以上経った殺人、強盗、放火、強姦、略取誘拐その他被害者の生命・身体に重大な損害を及ぼした事件
- 原則、発生後6ヶ月以上経った脅迫その他の方法により、公務又は事業活動の遂行に重大な支障を及ぼした事件
- 内容、捜査の状況等に照らし、広告を実施して情報提供を促進することが有効・適切と認められる事件

## 告示された事件一覧
- 警察名でソートすると北から都道府県順に再配列される。ソートキーはISO 3166-2:JPに準拠。
- 報奨金の単位は円。
- 事件名は各都道府県警のホームページ等に記載されているものとする。ソートすると50音順に再配列される。
- ☆は現在報奨金対象となっている事件。

| 回  | 警察名                              | 事件名 / 詳細外部リンク                                          | 事件名 / 詳細外部リンク | 事件名 / 詳細外部リンク | 発生日         | 告示日         | 報奨金 | 備考 |
| --- | ----------------------------------- | ---------------------------------------------------------------- | ----------------------- | ----------------------- | -------------- | -------------- | ------ | --- |
| 01  | 北海道警                            | 石狩市新港における会社員強盗殺人事件                             |                         |                         | 2005年1月13日  | 2007年5月1日   | 0300万 | |
| 01  | 千葉県警                            | 千葉市若葉区みつわ台における強盗殺人事件                         |                         |                         | 1997年2月8日   | 2007年5月1日   | 0300万 | |
| 01  | 愛知県警                            | 中川区大当郎地内老夫婦被害強盗殺人事件                           |                         |                         | 2006年6月5日   | 2007年5月1日   | 0300万 | |
| 01  | 大阪府警                            | 堺市西区神野町における母娘殺傷事件                               |                         |                         | 2006年1月10日  | 2007年5月1日   | 0300万 | |
| 01  | 大阪府警                            | 茨木警察署管内阪急南茨木駅前路上における強盗殺人事件             |                         |                         | 2001年5月1日   | 2007年5月1日   | 0300万 | |
| 02  | 千葉県警                            | 市川市福栄における英国人女性殺人・死体遺棄事件                   |                         |                         | 2007年3月26日  | 2007年6月29日  | 1000万 | 指名手配事件 2009年11月10日に被疑者を逮捕 （制度対象の指名手配事件での初の身柄拘束例） 2009年12月24日に4人へ報奨金支給決定 （報奨金初支給例） 2012年4月11日に被告人に無期懲役判決（確定） |
| 02  | 警視庁                              | 日本橋室町一丁目チケットショップ内女性店員殺人事件               |                         |                         | 2004年9月27日  | 2007年6月29日  | 0300万 | ビデオに不審者の映像有 |
| 02  | 茨城県警                            | 五霞町川妻地内における女子高校生被害殺人・死体遺棄事件           |                         |                         | 2003年7月9日   | 2007年6月29日  | 0300万 | |
| 02  | 静岡県警                            | 沼津市宮本地内における女性殺人・死体遺棄事件                     |                         |                         | 2004年11月7日  | 2007年6月29日  | 0300万 | 2009年5月20日に被疑者を逮捕 （対象事件での初の身柄拘束例） 2010年2月4日に被告人に無期懲役判決（確定） |
| 02  | 大阪府警                            | 泉南郡熊取町における小学女児誘拐事件                             |                         | ☆                       | 2003年5月20日  | 2007年6月29日  | 0300万 | 女児行方不明事件 |
| 03  | 警視庁                              | 大和田町スーパー事務所内けん銃使用強盗殺人事件                   |                         | ☆                       | 1995年7月30日  | 2007年7月27日  | 0300万 | 被疑者不明事件としては最古 |
| 03  | 栃木県警 茨城県警                   | 栃木・茨城にまたがる女子児童殺人・死体遺棄事件                   |                         |                         | 2005年12月2日  | 2007年7月27日  | 0300万 | 2014年6月3日に被疑者を逮捕 2014年9月10日に2人へ報奨金支給決定 2020年3月4日に被告人に無期懲役判決（確定） |
| 03  | 岐阜県警                            | 郡上市和良町地内における夫婦強盗殺人事件                         |                         |                         | 2005年1月31日  | 2007年7月27日  | 0300万 | |
| 03  | 熊本県警                            | 宇土市走潟町における医院長夫人殺人事件                           |                         |                         | 2004年3月13日  | 2007年7月27日  | 0300万 | 2011年3月26日に被疑者を逮捕 2012年9月10日に被告人に死刑判決（確定） 2016年11月11日に死刑囚に死刑執行 |
| 04  | 群馬県警                            | 群馬町三ツ寺における一家3人殺人事件                              |                         | ☆                       | 1998年1月14日  | 2007年11月1日  | 0300万 | 指名手配事件 |
| 04  | 愛知県警                            | 南区鳴浜町地内パチンコ店店員に対する強盗殺人事件                 |                         |                         | 1999年10月1日  | 2007年11月1日  | 0300万 | 指名手配事件 |
| 04  | 警視庁                              | 上連雀二丁目居酒屋チェーン副店長強盗殺人事件                     |                         |                         | 2005年11月24日 | 2007年11月1日  | 0300万 | 指名手配事件 2024年6月4日に被疑者死亡で書類送検 2024年6月18日に被疑者死亡で不起訴処分 |
| 05  | 警視庁                              | 上祖師谷三丁目一家4人強盗殺人事件                                |                         | ☆                       | 2000年12月31日 | 2007年12月14日 | 0300万 | |
| 05  | 警視庁                              | 北砂七丁目質店経営者夫婦強盗殺人事件                             |                         |                         | 2002年12月10日 | 2007年12月14日 | 0300万 | |
| 05  | 京都府警                            | 左京区岩倉幡枝町における殺人事件                                 |                         | ☆                       | 2007年1月15日  | 2007年12月14日 | 0300万 | |
| 06  | 茨城県警                            | 美浦村舟子(みほむらふなこ)地内における女性被害殺人・死体遺棄事件 |                         |                         | 2004年1月31日  | 2008年2月1日   | 0300万 | 2017年9月2日に被疑者1人を逮捕 2019年1月16日に被告人1人に無期懲役判決（確定） 2019年1月24日に被疑者1人を逮捕 2021年2月3日に被告人1人に無期懲役判決（確定） |
| 06  | 佐賀県警                            | 鳥栖市飯田町における男性会社員殺人事件                           |                         |                         | 2004年2月9日   | 2008年2月1日   | 0300万 | |
| 06  | 広島県警                            | 廿日市市上平良(かみへら)における女子高校生等被害殺人事件         |                         |                         | 2004年10月5日  | 2008年2月1日   | 0300万 | 2018年4月13日に被疑者を逮捕 2020年3月18日に被告人に無期懲役判決（確定） |
| 07  | 北海道警                            | 函館市タクシー運転手強盗殺人・死体遺棄事件                       |                         |                         | 2006年12月21日 | 2008年6月27日  | 0300万 | |
| 07  | 岩手県警                            | 一関市滝沢地内における強盗殺人事件                               |                         |                         | 2006年7月14日  | 2008年6月27日  | 0300万 | |
| 07  | 愛知県警                            | 豊川市平尾町地内における男性被害強盗殺人事件                     |                         |                         | 2007年5月11日  | 2008年6月27日  | 0300万 | |
| 08  | 千葉県警                            | 市原市姉崎における男性殺人事件                                   |                         |                         | 2008年1月17日  | 2008年7月30日  | 0300万 | |
| 08  | 兵庫県警                            | 加古川市における小学生女児殺人事件                               |                         |                         | 2007年10月16日 | 2008年7月30日  | 0300万 | 2024年11月27日に被疑者を逮捕 |
| 08  | 山口県警                            | 下関市竹崎町屋外における男性被害殺人事件                         |                         |                         | 2008年3月3日   | 2008年7月30日  | 0300万 | |
| 09  | 岩手県警                            | 川井村地内における女性殺人・死体遺棄事件                         |                         | ☆                       | 2008年7月1日   | 2008年10月31日 | 0300万 | 指名手配事件 |
| 10  | 警視庁                              | 代々木一丁目書店事務所内強盗殺人事件                             |                         |                         | 2007年12月10日 | 2008年12月10日 | 0300万 | |
| 10  | 静岡県警                            | 浜松市中区野口町における独居女性殺人事件                         |                         |                         | 2008年4月30日  | 2008年12月10日 | 0300万 | 2009年8月9日に被疑者を逮捕 2010年10月29日に被告人に懲役13年判決（確定） |
| 10  | 愛知県警                            | 豊田市生駒町地内における女子高校生強盗殺人事件                   |                         | ☆                       | 2008年5月3日   | 2008年12月10日 | 0300万 | |
| 11  | 警視庁                              | 中村北二丁目アパート内強盗殺人事件                               |                         |                         | 2008年3月17日  | 2009年2月27日  | 0300万 | |
| 11  | 滋賀県警                            | 琵琶湖岸におけるバラバラ殺人・死体遺棄事件                       |                         |                         | 2008年5月17日  | 2009年2月27日  | 0300万 | 2012年に告示解除後、2014年9月9日に再告示。 2025年2月27日に被疑者を逮捕。 |
| 12  | 石川県警                            | 金沢市久安地内アパートにおける独身男性殺人事件                   |                         |                         | 2008年6月29日  | 2009年6月26日  | 0300万 | |
| 15  | 愛知県警                            | 海部郡蟹江町大字蟹江本町地内強盗殺人事件                         |                         |                         | 2009年5月2日   | 2009年12月9日  | 0300万 | 2012年12月7日に被疑者を逮捕 2018年9月6日に被告人に死刑判決（確定） |
| 16  | 島根県警 広島県警                   | 広島県山県郡北広島町における女子大学生被害にかかる死体遺棄等事件 |                         |                         | 2009年11月6日  | 2010年2月26日  | 0300万 | 2016年12月20日に被疑者死亡で書類送検 2017年1月31日に被疑者死亡で不起訴処分 2017年3月16日に3人へ報奨金支給決定 |
| 17  | 警視庁                              | JR池袋駅山手線ホーム上立教大生殺人事件                           |                         |                         | 1996年4月11日  | 2010年4月9日   | 0300万 | 遺族の希望で2012年度より辞退 |
| 20  | 徳島県警                            | 徳島・兵庫2県にわたる強盗殺人・放火・死体遺棄事件                |                         |                         | 2001年4月20日  | 2010年9月9日   | 0300万 | 指名手配事件 2012年12月5日に被疑者死亡で書類送検 2012年12月12日に被疑者死亡で不起訴処分 |
| 20  | 警視庁                              | 柴又三丁目女子大生殺人・放火事件                                 |                         | ☆                       | 1996年9月9日   | 2010年9月9日   | 0300万 | |
| 21  | 警視庁                              | 公証人役場事務長逮捕監禁致死事件                                 |                         |                         | 1995年2月28日  | 2010年9月30日  | 0800万 | 指名手配事件（2人） 2012年1月1日に被疑者1人を逮捕 2016年1月13日に被告人1人に懲役9年判決（確定） 2012年6月15日に被疑者1人を逮捕 2012年8月9日に2人へ報奨金支給決定 2018年1月18日に被告人1人に無期懲役判決（確定）                                                                                |
| 21  | 警視庁                              | 爆発物取締罰則違反事件                                           |                         |                         | 1995年3月19日  | 2010年9月30日  | 0800万 | 指名手配事件 2012年1月1日に被疑者を逮捕 2016年1月13日に被告人に懲役9年判決（確定） |
| 21  | 警視庁                              | 地下鉄駅構内毒物使用多発殺人事件                                 |                         |                         | 1995年3月20日  | 2010年9月30日  | 0800万 | 指名手配事件（2人） 2012年6月3日に被疑者1人を逮捕 （本件では不起訴処分となり、別件で起訴された） 2012年8月9日に1人へ報奨金支給決定 2017年12月27日に被告人1人に無罪判決（確定） 2012年6月15日に被疑者1人を逮捕 2012年8月9日に2人へ報奨金支給決定 2018年1月18日に被告人1人に無期懲役判決（確定） |
| 22  | 福岡県警                            | 福岡市西区能古島において発覚した女性死体遺棄事件                 |                         |                         | 2010年3月15日  | 2010年12月9日  | 0300万 | |
| 25  | 群馬県警                            | 太田市高林東町地内パチンコ店における幼女略取誘拐容疑事件         |                         | ☆                       | 1996年7月7日   | 2011年7月1日   | 0300万 | 女児行方不明事件 ビデオに不審者の映像有 |
| 26  | 新潟県警                            | 新潟市東区空港西1丁目におけるタクシー運転手被害強盗殺人事件      |                         | ☆                       | 2009年11月1日  | 2011年7月29日  | 0300万 | ビデオに不審者の映像有 |
| 32  | 警視庁                              | 東日暮里三丁目先路上刃物使用殺人事件                             |                         |                         | 2011年11月28日 | 2012年11月28日 | 0300万 | ビデオに不審者の映像有 |
| 33  | 石川県警                            | ローソン加賀桑原町店における強盗殺人事件                         |                         | ☆                       | 2010年11月3日  | 2012年12月7日  | 0300万 | ビデオに不審者の映像有 |
| 33  | 兵庫県警                            | 神戸市北区における男子高校生殺人事件                             |                         | ☆                       | 2010年10月4日  | 2012年12月7日  | 0300万 | 2021年8月4日に被疑者を逮捕 2022年2月4日に1人へ報奨金支給決定 2023年6月23日に被告人に懲役18年判決（上訴中） |
| 34  | 警視庁 神奈川県警 三重県警 大阪府警 | 遠隔操作ウイルスによる連続威力業務妨害等事件                     |                         |                         | 2012年9月10日  | 2012年12月12日 | 0300万 | 告示前の2012年12月7日に捜査特別報奨金取扱要綱改正 業務妨害事件としては初の告示 2013年2月10日に被疑者を逮捕 2015年2月4日に被告人に懲役8年（確定） |
| 40  | 富山県警                            | 富山市大泉地内における殺人・放火事件                             |                         |                         | 2010年4月20日  | 2013年10月17日 | 0500万 | （告示前の2012年12月22日に被疑者を逮捕） （2013年7月24日に嫌疑不十分で不起訴処分） |
| 41  | 三重県警                            | 三重郡朝日町における女子中学生強盗殺人事件                       |                         |                         | 2013年8月25日  | 2013年11月28日 | 0300万 | 事件発覚から制度適用まで被疑者不明事件としては最短 2014年3月2日に被疑者を逮捕 2014年6月26日に2人へ報奨金支給決定 （被疑者不明事件での初支給例） 2015年9月17日に被告人に懲役5年以上9年以下判決（確定）                                                                                          |
| 43  | 千葉県警                            | 千葉県習志野市茜浜1丁目における女性殺人事件                      |                         |                         | 2013年6月23日  | 2014年2月26日  | 0300万 | （2016年3月3日に被疑者を逮捕） （2016年6月13日に嫌疑不十分で不起訴処分） |
| 44  | 宮城県警                            | 仙台市泉区七北田地内における男性被害の殺人・死体遺棄事件         |                         |                         | 2012年4月24日  | 2014年7月1日   | 0300万 | |
| 52  | 警視庁                              | 六本木五丁目雑居ビル飲食店内殺人事件                             |                         | ☆                       | 2012年9月2日   | 2015年7月17日  | 0300万 | 指名手配事件 国外逃亡犯への指名手配事件として初の告示 |
| 54  | 福岡県警                            | 北九州市若松区青葉台南における主婦殺人事件                       |                         | ☆                       | 2001年6月29日  | 2015年9月9日   | 0300万 | |
| 62  | 警視庁                              | 中村警部補殺害事件                                               |                         |                         | 1971年11月14日 | 2016年11月1日  | 0300万 | 指名手配事件 2017年6月7日に被疑者を逮捕 制度対象事件では最古 2023年12月22日に被告人に懲役20年判決（上訴中） |
| 77  | 愛知県警                            | 西区稲生町5丁目地内における主婦被害殺人事件                      |                         |                         | 1999年11月15日 | 2020年2月5日   | 0300万 | |
| 92  | 鳥取県警                            | 鳥取市立川町6丁目地内におけるタクシー強盗殺人事件                |                         |                         | 2009年7月17日  | 2023年2月5日   | 0300万 | |
| 95  | 大分県警                            | 別府市における大学生2名に対する殺人等事件                        |                         | ☆                       | 2022年6月29日  | 2023年9月15日  | 0300万 | 指名手配事件 ひき逃げ死亡事件としては初の告示 |
| 101 | 千葉県警                            | 市川市柏井町における住居侵入、強盗傷人事件                       |                         |                         | 2024年10月17日 | 2024年10月27日 | 0300万 | 指名手配事件 事件発覚から制度適用まで最短 2024年10月28日に被疑者を逮捕 |